# Grivița (župa Vaslui)
Grivița je rumunská obec v župě Vaslui. Žije zde přibližně 3 300 obyvatel. Skládá se ze tří částí.

## Části obce
- Grivița – 1 548 obyvatel
- Odaia Bursucani – 495 obyvatel
- Trestiana – 1 245 obyvatel